# بهمن عبدی
بهمن عبدی (زادهٔ ۲۹ بهمن ۱۳۳۰ در نوشهر) کاریکاتوریست، گرافیست و پویانمای ایرانی است.
وی کشیدن نقاشی را از سال ۱۳۴۸ آغاز کرده‌است. در دبیرستان رشتۀ طبیعی خوانده‌است و در سال ۱۳۵۰ موفق به کسب دیپلم شده‌است. علی‌رغم میل باطنی در رشته مدیریت دانشکده مدیریت لاهیجان ادمه تحصیل داده‌است، و در همین سال‌ها چند نمایشگاه فردی و گروهی در دانشگاه برگزار می‌کند. وی اولین و دومین کتاب‌های کودک خود را در همین سال‌ها تصویرگری می‌کند. در سال ۱۳۵۶ به استخدام شبکه ۲ تلویزیون ایران در می‌آید و تا سال ۱۳۸۰ در این سازمان مشغول به فعالیت می‌شود. وی به مدت ۵ سال نیز در موسسه فرهنگی هنری صبا مشغول به فعالیت بوده‌است. او هم‌اکنون در خانه کاریکاتور ایران به تدریس هنر کاریکاتور مشغول است.

## کاریکاتور و گرافیک
او از سال ۱۳۵۳ با برای نشریات کاریکاتور می‌کشد. او هم‌اکنون با مجله کیهان کاریکاتور، مجله طنز و کاریکاتور و روزنامه همشهری و روزنامه جام جم همکاری دارد. او در گذشته با نشریات بهلول، شنگول و فکاهیون نیز همکاری داشت. همچنین از سال ۱۳۶۲ در ماهنامه سینمایی فیلم صفحه‌ای برای طرح‌های سینمایی به وی اختصاص داده شد.

### مقام‌ها
- کاریکاتور برگزیده هیئت‌داوران دومین دوسالانه گرافیک ایران (۱۳۶۳)
- مقام اول مسابقه اینترنتی فوت نت
- مقام دوم مسابقه معضلات شهری (۱۳۸۳)
- جایزه ویژه مسابقه بین‌المللی کاریکاتور آیدین دوغان ترکیه (۱۳۸۴)
- مقام اول هشتمین دوسالانه کاریکاتور تهران در بخش کمیک استریپ (۱۳۸۶)[۲]
- لوح تقدیر از بیست و یکمین جشنواره بین‌المللی فیلم‌های ورزشی و تلویزیونی میلان ۲۰۰۳ بخاطر فیلم‌های خنده و ورزش
- مقام دوم بخاطر فیلم‌های میان پرده ورزشی از نخستین و دومین جشنواره بین‌المللی فیلم‌های ورزشی و تلویزیونی تهران
- مقام دوم در سومین مسابقه سراسری کاریکاتور «عبور و مرور» (۱۳۸۳)
- مقام نخست چهارمین نمایشگاه و مسابقه «هنر، ورزش، المپیک، پارالمپیک» (۱۳۸۷)
- لوح تقدیر از فرهنگستان هنر به پاس حضور مؤثر در عرصه کاریکاتور

### داوری
- محیط زیست (تهران)
- اعتیاد (تبریز)
- دومین مسابقه بین‌المللی معضلات شهری (تهران)
- جشنوارهٔ بین‌المللی کاریکاتور انسان و طبیعت (تهران - ۱۳۷۶)
- مسکن (تهران)
- هفتمین دوسالانه کاریکاتور تهران (۱۳۸۴)
- اولین جشنواره منطقه‌ای کاریکاتور کرمانشاه (۱۳۸۶)
- دومین جشنواره انتخاب برترین‌های پژوهش و نوآوری در حوزه مدیرین شهری (بخش هنری - رشته کاریکاتور - ۱۳۸۷)
- جشنواره هنرهای تجسمی هنر جوان (دو دوره در سال‌های ۸۶ و ۸۷)
- جشنواره بین‌المللی جوانان مسلمان (گرگان - ۱۳۸۷)
- نخستین جشنواره بین‌المللی هنرهای تجسمی فجر (۱۳۸۷)
- دومین جشنواره بین‌المللی کاریکاتور روز جهانی قدس - ایران ۱۳۹۷[۳][۴]

### طراحی شخصیت
- پیشی، نشانه اولین بازی‌های غرب آسیا - تهران ۱۹۹۷
- آقای ایمنی، شرکت ملی گاز ایران
- ایساکو
- آقای پاکشو، شرکت گلرنگ
- باتری نور
- امداد خودروی ایران[۵]

## پویانمایی
- گشت و گذار (انیماتور- ۱۳۶۱)
- دوچرخه مقرراتی (طراح استوری برد، طراح شخصیت، انیماتور فریم‌های کلیدی- ۱۳۶۸)
- ورود ممنوع (طراح شخصیت- ۱۳۶۸)
- خط کشی عابر پیاده (طراح شخصیت- ۱۳۶۸)
- عابر پیاده (طراح شخصیت- ۱۳۶۸)
- ماجراهای ساده (طراح شخصیت- ۱۳۷۳،۱۳۷۴)
- ماجراهای ساده ۲ (طراح شخصیت- ۱۳۷۹،۱۳۸۱)
- در دندانت لانه دارم (کارگردان، طراح استوری برد، طراح لی اوت، طراح شخصیت، انیماتور فریم‌های کلیدی، مسئول تست مدادی، تدوین گر- ۱۳۶۳)
- میان پرده‌های ورزشی (کارگردان، نویسنده، طراح استوری برد، طراح شخصیت- ۱۳۷۸)
- عنوان بندی "در خانه" (کارگردان، طراح استوری برد، طراح شخصیت، انیماتور فریم‌های کلیدی، انیماتور فریم‌های میانی)
- عنوان بندی "عباسقلی خان دوم" (کارگردان، طراح استوری برد، طراح شخصیت، انیماتور فریم‌های کلیدی)
- عنوان بندی "همه دختران من" (کارگردان، طراح شخصیت)[۶]

## تلویزیون
- آورده‌اند که
- اندر درب خانه
- خاطرات ماه رمضان
- مسابقات سرعت و دقت
- دانستنی‌های کودکان
- فردا که بهار آید
- یاد یار مهربان
- سریال قصه‌های جنگ